# София Ассефа
София Ассефа Абебе (амх. ሶፍአ አሠፋ) — эфиопская бегунья на средние дистанции, которая специализируется в беге на 3000 метров с препятствиями. Серебряный призёр Олимпийских игр 2012 года с результатом 9.09,84.
Выступала на Олимпиаде в Пекине, однако не смогла выйти в финлал. Заняла 13-е место на чемпионате мира 2009 года. Победительница мемориала Ван-Дамма 2010 года. В 2011 году была серебряным призёром этапов Бриллиантовой лиги Athletissima и Golden Gala.
Личный рекорд 9.19,00 — был установлен 7 июня 2012 года на соревнованиях в Осло.